# حمید اورقین نژاد
شهید حمید اورقین نژاد

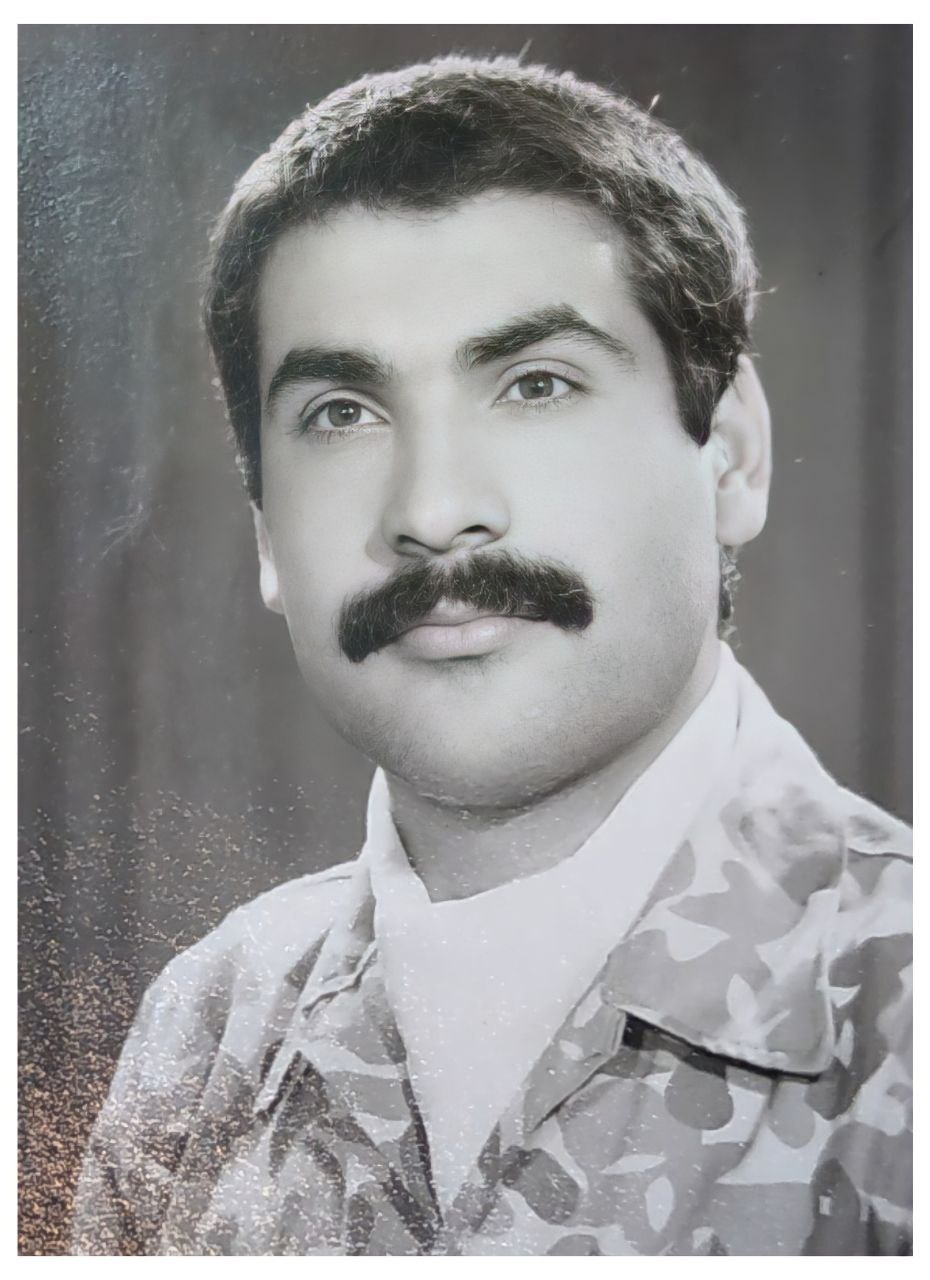

وی تکاور لشگر 58 ذوالفقار بود و در عملیات های مهمی همچون بیت المقدس و مطلع الفجر شرکت داشته .
در سال 1360 در منطقه شیاکوه جانباز شد و در سال 1400 پس از تحمل دوره طولانی بیماری و جراحت های جنگی به درجه رفیع شهادت نائل امد.